# Fraction (groupe)
Pour les articles homonymes, voir Fraction.
Fraction, créé en 1994 en région niçoise, est un groupe de rock identitaire français (RIF), partisan de l'idéologie nationaliste-révolutionnaire.

## Historique
Dès son début en 1994, Fraction Hexagone s'est voulu un groupe politique décidé à utiliser le support musical pour diffuser une idéologie nationaliste-révolutionnaire,. Fraction, que certains ont considéré comme sa continuation, est considéré comme un des groupes phares de la scène musicale identitaire. Son style de musique évolue globalement entre oi! et hardcore mais le groupe s'est approprié divers styles musicaux tels que la oi!, le hardcore, le thrash metal et le metal en général.
Le groupe chante par exemple contre « le sionisme international » et « le métissage institutionnel ». Selon Mediapart, ses textes sont suprémacistes, antisémites et islamophobes. L'emblème du groupe est l'union d'un marteau et d'un glaive, logotype du Front noir.
En 1998, les membres du groupe sont mis en examen pour « Complicité de provocations non suivies d'effets à des atteintes volontaires à la vie et à l'intégrité de la personne » pour avoir composé et interprété la chanson Une balle. Convoqués chez le juge Jean-Paul Valat, premier juge d'instruction au tribunal de grande instance de Paris, leur avocat, Éric Delcroix, fait arrêter la procédure à la suite d'un vice de procédure,.
En mai 2000, Fraction est lancé avec la sortie de l'album intitulé Le son d'histoire. Cette nouvelle production est beaucoup plus orientée metal que les albums précédents. Les titres font ressortir des influences très diverses puisqu'on peut y déceler des influences allant du hardcore, au viking metal, en passant par le punk et le death metal.[réf. nécessaire]
Le groupe n'a alors plus beaucoup de liens humains ou musicaux avec la précédente formation : seul le bassiste Fabrice fait le lien. Arrivent un nouveau chanteur, Philippe Vardon (qui prend aussi une part importante dans l'écriture des textes), et de nouveaux guitaristes, Brice et Alex.
Fraction est dissous provisoirement en juin 2004 ; deux ans après, ses membres décident de reformer le groupe et produisent l'album Europa qui sort en juillet 2006.
Deux de ses membres, Philippe Vardon et Fabrice Robert, ont été membres du MNR et sont fondateurs du Bloc identitaire. Philippe Vardon a également été candidat aux élections municipales et législatives de Nice sous l'étiquette « Nissa Rebela », soutenu par le MNR,.
En 2021, le groupe se reforme pour sortir l'album Réveille-toi ! et se dote à cette occasion d'un nouveau chanteur en remplacement de Philippe Vardon, Pascal de los Rios, un ancien skinhead devenu propriétaire d'un salon de coiffure sur la Côte d'Azur. Le groupe fait notamment un morceau contre les mesures sanitaires liées à la pandémie de Covid-19 et évoque également la théorie du complot raciste du grand remplacement.
En 2023, le groupe est la tête d'affiche d'un concert effectué dans le cadre du rassemblement annuel en commémoration de Sébastien Deyzieu. Le flyer de l'événement fait référence à la devise de la SS « Mon honneur s'appelle fidélité ». Le nouveau chanteur du groupe, Pascal de los Rios, effectue un salut de Kühnen lors du concert.

## Membres
- Pascal de los Rios (chant, depuis 2021)
- Fabrice Robert (basse + chœurs)
- Alex (guitare et chœur à partir de 1997)
- Olivier (guitare à partir de 2006)
- Yann (batterie à partir de 2006)

## Anciens membres
- Philippe Vardon (chant, de 1999 à 2006)
- Pascal « Skual » (chant)
- Greg (guitare)
- Stéphane (guitare)
- Ghislain (guitare)
- Benjamin (guitare)
- Brice (guitare)
- Chris (guitare)
- Thierry (batterie)
- Nicolas (batterie)
- Christophe (batterie)